# Arbejdskampen på LIP
Arbejdskampen på LIP er en dansk dokumentarfilm fra 1974 instrueret af Per Holm.

## Handling
En film om arbejdskampen på urfabrikken LIP i Frankrig, hvor arbejderne i 1973 besatte deres fabrik og overtog produktionen, da arbejdsgiverne - et schweizisk multinationalt selskab - truede med afskedigelser og opsplitning af fabrikken. Filmen viser hvordan de organiserede og populariserede deres kamp, samt den sympati og solidaritet de mødte udefra.